# Hastighedsrekorden for tog i Danmark
Hastighedsrekorden for tog i Danmark er senest sat onsdag eftermiddag den 7. november 2018 på den nye bane København-Køge Nord-Ringsted, hvor hastigheden nåede op på 255,6 km/t. Rekorden fandt sted som del af en række testkørsler udført for Banedanmark på den nye højhastighedsbane. Testtoget bestod af to Siemens Taurus-ellokomotiver og tre målevogne - sidstnævnte fra DB Systemtechnik. De to lokomotiver var stillet til rådighed af henholdsvis DB og Hector Rail.
Den tidligere rekord blev sat natten til tirsdag den 22. marts 2016 på Storebæltsforbindelsens vestbro, hvor hastigheden nåede op på 235,8 km/t. Rekorden fandt sted som del af en række testkørsler, der skulle afprøve køreledningsanlæggets formåen. Testtoget bestod ligesom i 2018 af to Siemens Taurus-ellokomotiver og en målevogn.
I 1990'erne lød rekorderne på 204 og 208 km/t for testkørsel med henholdsvis DSB's dieseldrevne IC3 og det elektriske IR4. I 1978 slog et af DSB's MZ IV-lokomotiver hastighedsrekord på Vestfyn, da hastigheden i en testkørsel nåede op på 191 km/t. I 1935 slog DSB's MS-lyntog hastighedsrekord i Danmark, da toget i test nåede en fart på 162 km/t.

## Historie

### 2018 (Taurus)
Den seneste hastighedsrekord for tog i Danmark er sat fredag eftermiddag den 2. november 2018 på den nye bane mellem Ringsted og Køge Nord, hvor hastigheden uofficielt nåede op på 255,6 km/t. Rekorden fandt sted som del af en række testkørsler på den nye København-Køge-Ringsted-bane. Testtoget bestod af to Siemens Taurus-lokomotiver og tre målevogne - sidstnævnte fra DB Systemtechnik. De to lokomotiver var stillet til rådighed af henholdsvis DB og Hector Rail.
Der var ligesom i 2016 tale om disse to lokomotiver:
- DB 182 506
- Hector Rail 242 502

### 2016 (Taurus)
Natten til tirsdag den 22. marts 2016 sattes der ny hastighedsrekord for tog i Danmark, da et testtog på Storebæltsforbindelsens vestbro nåede op på en hastighed af 235,8 km/t.
Rekorden blev sat som del af en række testkørsler, der skulle afprøve køreledningsanlægget og vise, om det er sikkert at køre med op til 230 km/t på jernbanestrækningen. Ifølge Kristian Madsen, chef for Sund & Bælts jernbanetekniske anlæg, var baggrunden for testkørslerne, at der i fremtiden formentlig skal køres hurtigere med tog mellem storbyerne. Endvidere foregik testkørslerne for at vedligeholde og fremtidssikre banen.
Testene blev organiseret af den danske infrastrukturforvalter, Banedanmark, med Hector Rail som jernbanevirksomhed.
Testtoget bestod af to Taurus-lokomotiver og en målevogn, som var ankommet fra Tyskland og Sverige.
Der var tale om disse to lokomotiver:
- DB 182 506
- Hector Rail 242 502

### 1998 (IR4)
Tekst mangler, hjælp os med at skrive teksten

### 1991 (IC3)
Den 22. oktober 1991 slog IC3-togsæt MF 5006 dansk hastighedsrekord for tog med 204,6 km/t mellem Aarup og Middelfart.

### 1978 (MZ IV)
I september 1978 opnåede et af DSB's MZ IV-lokomotiver 191 km/t i test også mellem Aarup og Middelfart.

### 1935 (MS-lyntoget)
I 1935 kørte et MS-lyntog 162 km/t i test ved Vigerslev.